# Гилёвское водохранилище
Гилёвское водохранилище — водохранилище в Алтайском крае России, образованное насыпной грунтовой плотиной в 70-е годы XX века в верховьях реки Алей. Водохранилище вступило в строй в 1979 году и является крупнейшим искусственным водоёмом на территории Алтайского края. Расположено на территории Третьяковского и Локтевского районов Алтайского края. Целью создания водохранилища явилась потребность регулирования сезонного стока вод реки Алей, обеспечения устойчивого источника водоснабжения Рубцовского промузла, сёл и городов, тяготеющих к Алею, а также для орошения земель Алейской оросительной системы, протяжённостью 90 км, для орошения юго-западных степных районов края. Юго-восточная часть акватории Гилёвского водохранилища в районе впадения реки Алей, площадью 500 га входит в территорию Лифляндского заказника.
Рядом с водохранилищем расположено несколько населённых пунктов: Гилёво, Корболиха, Староалейское.

## История строительства
В конце 50-х годах XX века население, проживающее в бассейне Алея, особенно в Рубцовске, стало ощущать дефицит воды. Сток воды в реке в течение года был неравномерным, колебался от 1 до 300 кубометров в секунду. Для реки до зарегулирования было характерно высокое (до 5-7 м) и продолжительное (апрель-июнь) половодье и низкие (0,2 — 1,0 м) дождевые паводки в тёплое время года. В то же время в период зимней межени уровень воды был чрезвычайно низким, а в некоторые годы наблюдались промерзания русла (1969 году — Рубцовск, 1969, 1971—1972 годах — Алейск).
Рост населения, развитие промышленности в Рубцовске, вырубка лесов в верховьях Алея, распашка земли в пойме реки в итоге привели к обмелению. В июле-августе рубцовские дети вброд переходили реку, вода не поступала на верхние этажи жилых домов. Было предложено три варианта решения проблемы водообеспечения: подвести воду из Чарыша, использовать подземные воды или строить водохранилище.
По заданию Алтайского краевого управления мелиорации и водного хозяйства в 1960-х годах к работе приступила проектно-изыскательная экспедиция Ленгипроводхоза (Руководитель — Могульский Леонид Петрович). Изыскателями было определено место для строительства плотины водохранилища в 2 км выше с. Гилёво Локтевского района. На южной окраине села к руслу подходила высокая гряда, которая и послужила основанием для будущей плотины.
В начале 1971 года начались работы по созданию плотины и чаши водохранилища. В ходе строительства были выселены более 300 жителей подпадавшего под затопление посёлка Троицкий, перенесены на новое место их дома и хозяйственные постройки.
Осенью 1980 года гидроузел был сдан в эксплуатацию, а следующей весной осуществлено заполнение чаши водохранилища и пропуск весеннего половодья.

## Основные характеристики

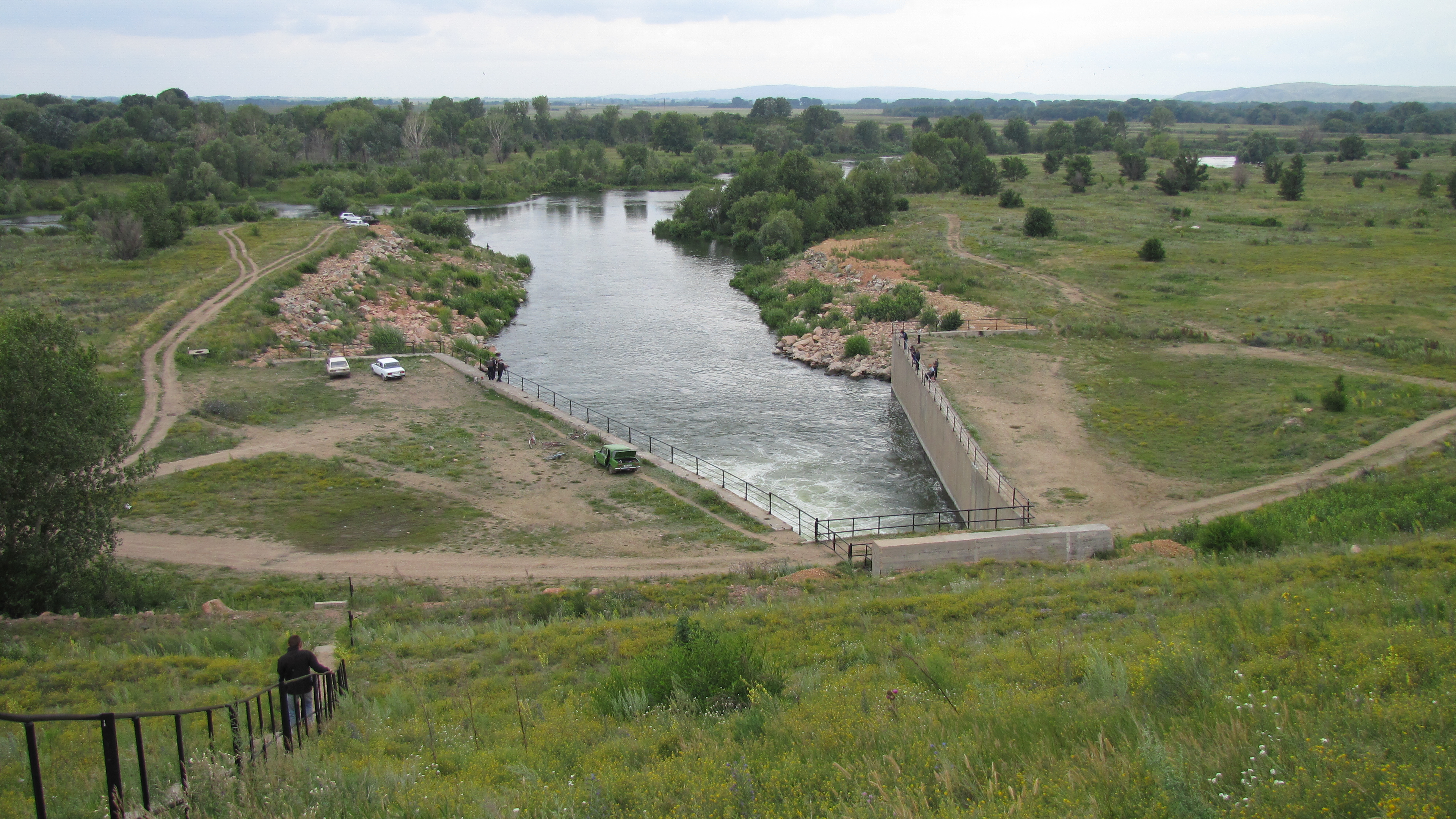
Вид с дамбы водохранилища

Площадь водохранилища — 65 км², объём — 0,47 км³, средняя глубина — 8 м, максимальная глубина — 21 м (у плотины), длина — 20 км, ширина — до 5 км.
Длина плотины — 2760 м. Плотина земляная, отсыпана из местных грунтов (суглинков, песчано-гравийной смеси, гранита). В неё уложено 460 тыс. кубометров камня, 400 тыс. кубометров щебня, 3 млн кубометров грунта, 54 тыс. кубометров бетона.

## Хозяйственное значение
Согласно проекту строительства, водохранилище должно было решить следующие проблемы:
- зарегулировать сток воды, что позволило бы поддержать её постоянный уровень в критические летние и зимние месяцы
- расширить площадь орошаемых земель Алейской оросительной системы до 50,6 тыс. пашни в Рубцовском, Поспелихинском и Егорьевском районах,
- увеличить площади обводнения пастбищ,
- обеспечить водой промышленные предприятия и население четырёх городов и более двухсот сельских населённых пунктов в бассейне Алея, с населением свыше 400 тысяч человек.

Планировалось, что для обеспечения жителей удалённых районов Алтайского края более дешёвой электроэнергией, до 2018 года будет сооружена Гилёвская малая гидроэлектростанция.
Водохранилище богато рыбой. Доминантными видами являются плотва и окунь, также обычны: язь, щука, серебряный карась, ёрш, гольян, золотой карась. Помимо выше перечисленных рыб также круглый год встречаются сазан и толстолобик. Также отмечены зимовки тайменя и хариуса в месте впадения реки Алей в водохранилище. В настоящее время существуют планы по акклиматизации в водохранилище ценных видов рыб, таких как пелядь, буффало, судак и реакклиматизации стерляди, которая раньше постоянно обитала на равнинной части бассейна реки Алей и поднималась вплоть до села Старолейское.
На водохранилище в большом видовом разнообразии представлены утки: чирок-трескунок и чирок-свистунок, красноголовая чернеть, кряква, шилохвость, большая поганка (чомга) и лысуха. Возможно гнездование пеганки, серой утки, широконоски, свиязи и редкой белоглазой чернети. Здесь обитают болотный лунь, серая цапля, отмечен серый журавль, пастушок. Наряду с утками большим числом видов представлены также ржанкообразные: чайки — озёрная и степная, сизая и чёрная, речная крачки, кулики — бекас, мородунка, травник, черныш, чибис. В конце мая был замечен черноголовый хохотун и кулик-сорока.

## Экологические последствия
Строительство водохранилища оказало существенное влияние как на окружающую местность, так и в целом на пойму Алея вниз по течению реки.
У села Локоть годовой сток реки уменьшился на 6%, у Рубцовска и Алейска — на 29%. Сроки весеннего половодья уменьшились, исчезли летние паводки. Напротив, сток воды в периоды летней и зимней межени на участке поймы от Локтя до Алейска вырос в 1,5-4 раза.

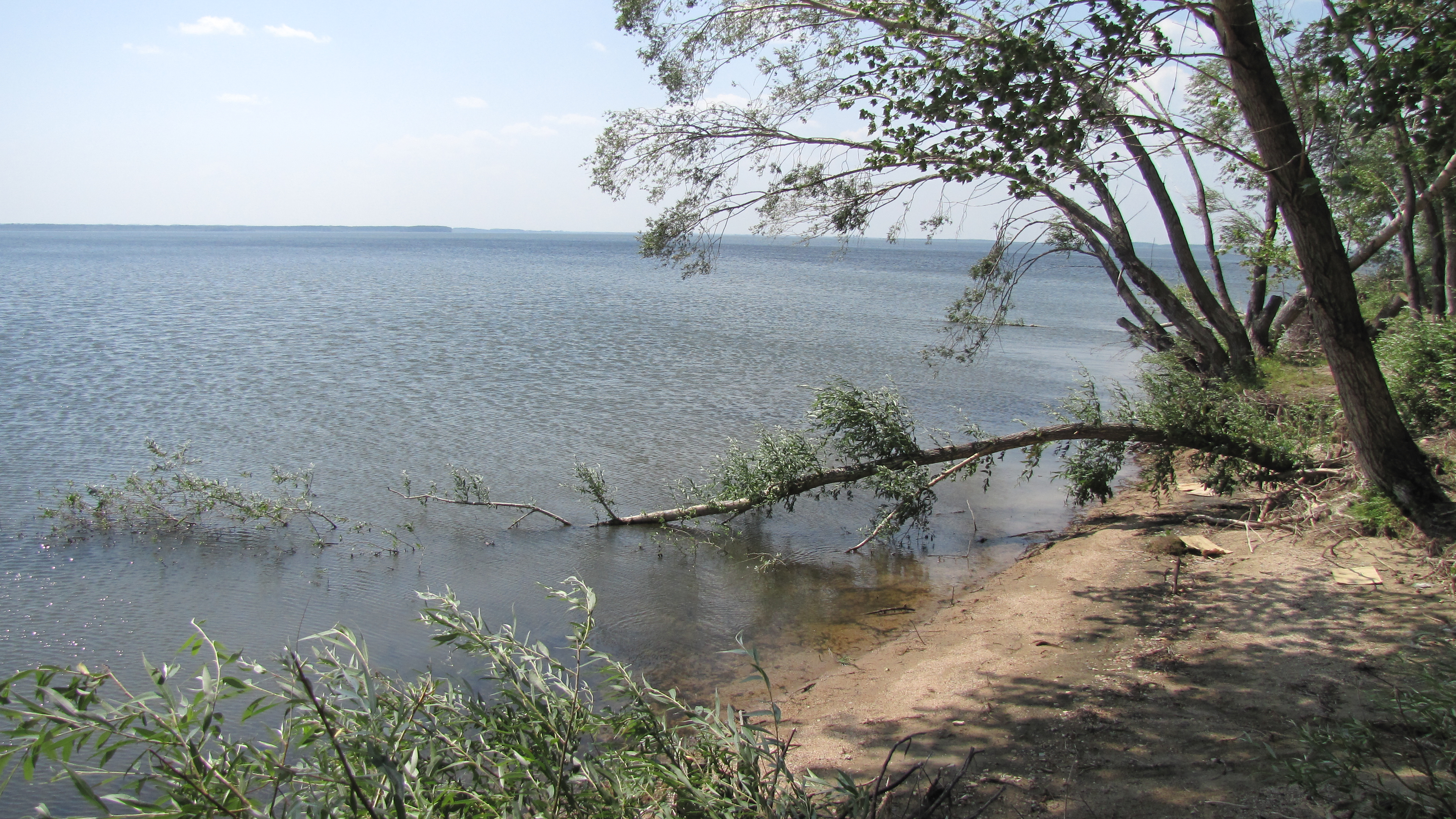
Вид на берег водохранилища

Происходит разрушение берегов водохранилища. На правом берегу водохранилища наблюдается спрямление береговой линии, на левом — углубление её в прилегающую местность. В результате возрастает зеркало водохранилища, и, как следствие, испарение воды с его поверхности.
Наблюдается заиливание ложа водохранилища. Причина в том, что из всех рек в крае Алей имеет самую мутную воду. Максимальная мутность приходится на половодье за счёт эрозийных процессов в бассейне реки. В весенний период каждый кубометр алейской воды несёт до восьми килограммов песка, ила и взвешенного чернозёма. Переносимые рекой наносы оседают в чаше водохранилища. Расчёты показывают, что водохранилище сможет сохранять своё предназначение всего лишь около 77,5 лет с момента постройки. В 2016 году учёные заявили, что к 2055 году Гилёвское водохранилище может быть полностью заилено, а если в ближайшее время планируют ещё и забрать воду, то водохранилище полностью исчезнет.

## Археологические памятники
На протяжении 90-х годов специалистами лаборатории исторического краеведения БГПУ было выявлено 20 памятников археологии на берегу водохранилища, которые датируются временем от позднего палеолита до средневековья включительно.

## Галерея

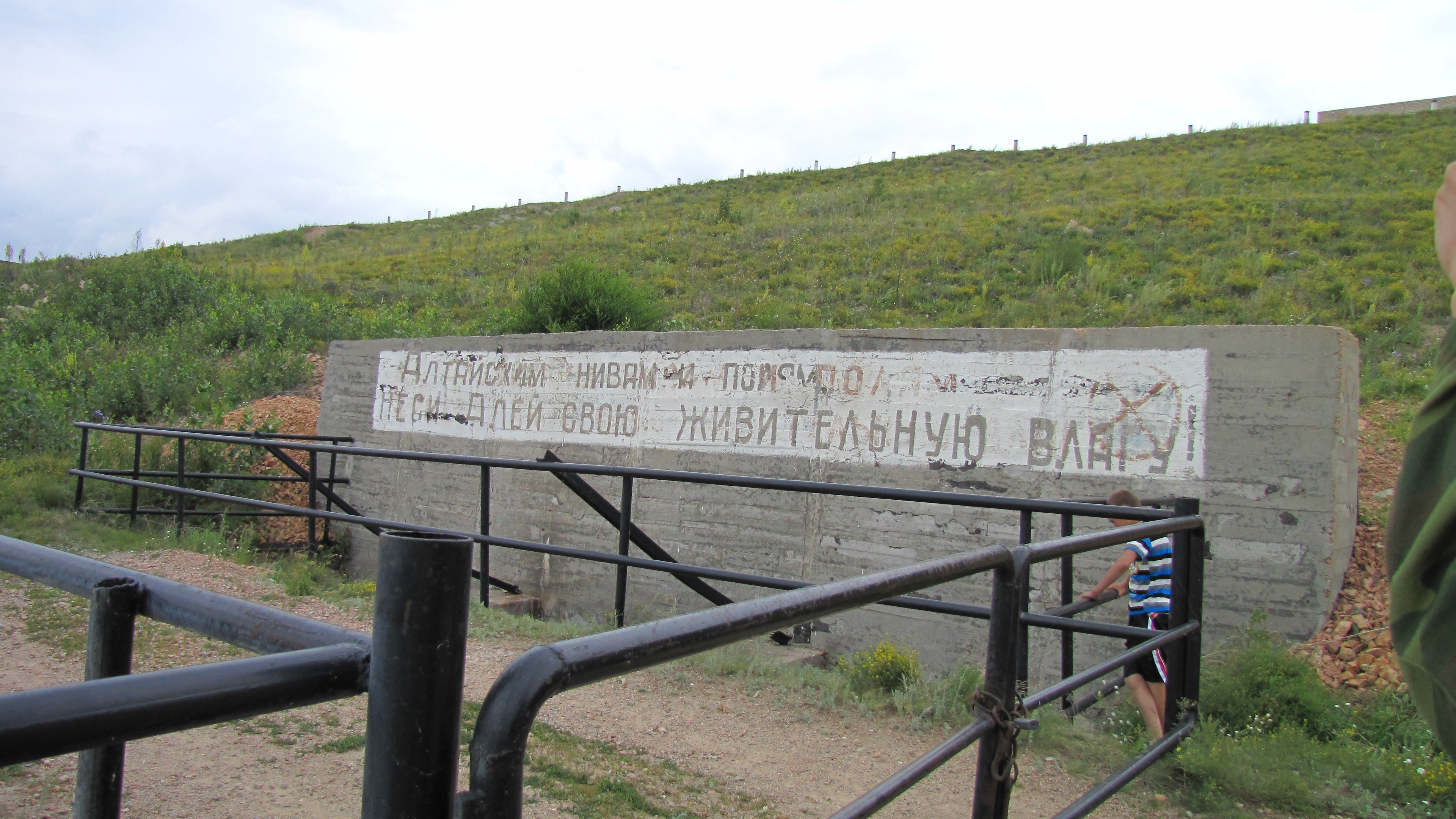
Советский слоган на дамбе.
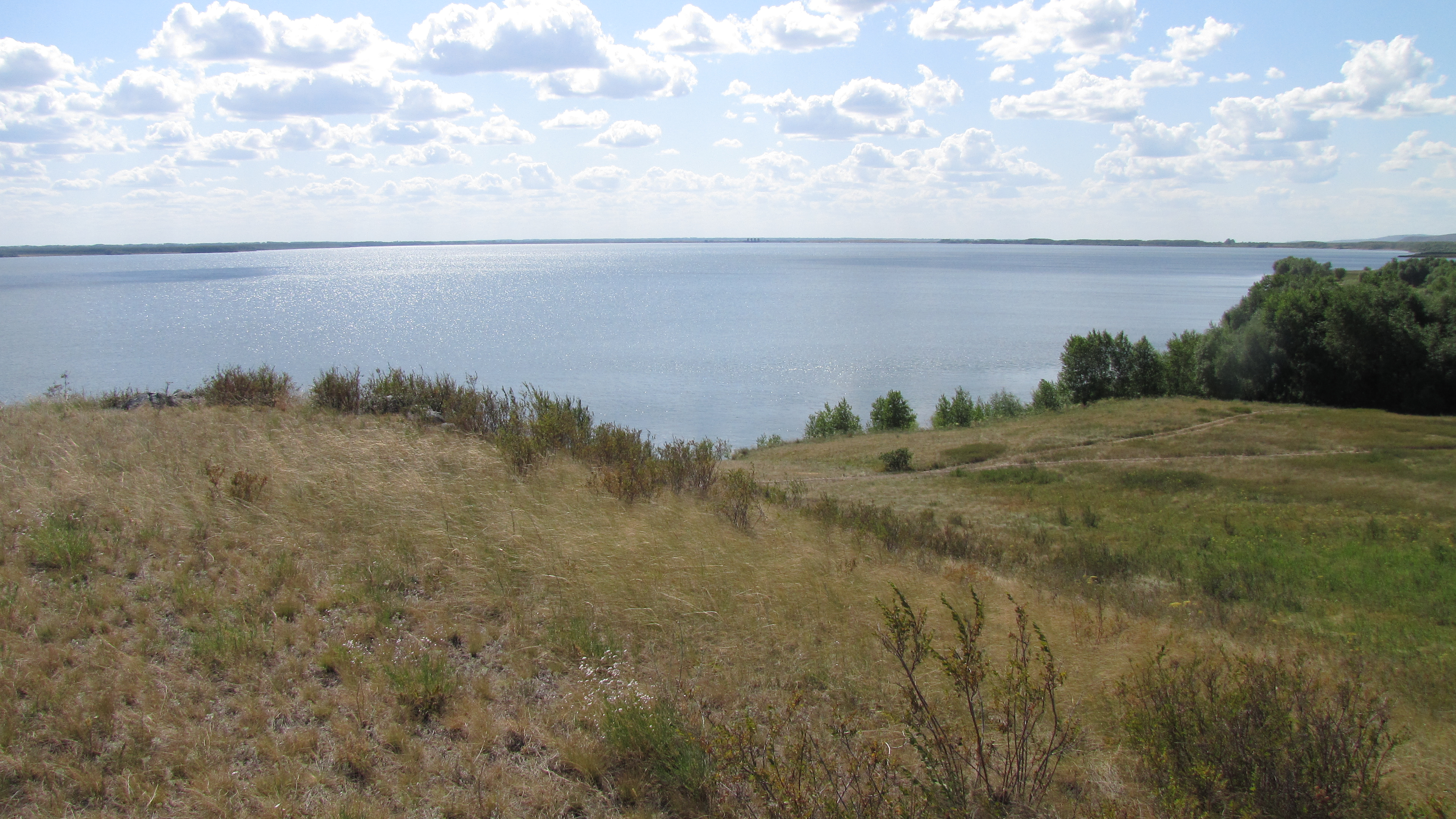
Полдень на водохранилище.
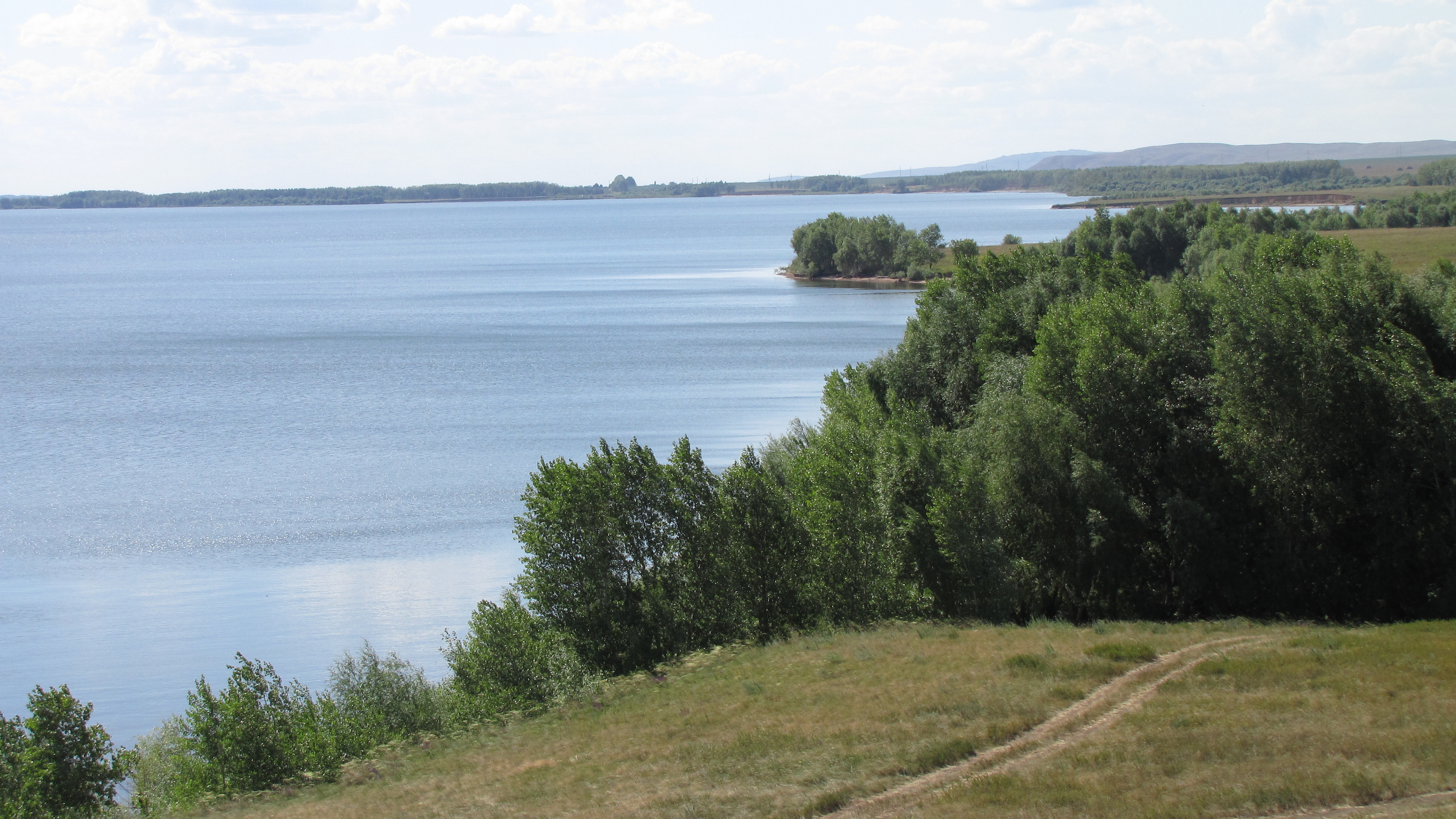
Берег водохранилища летом.
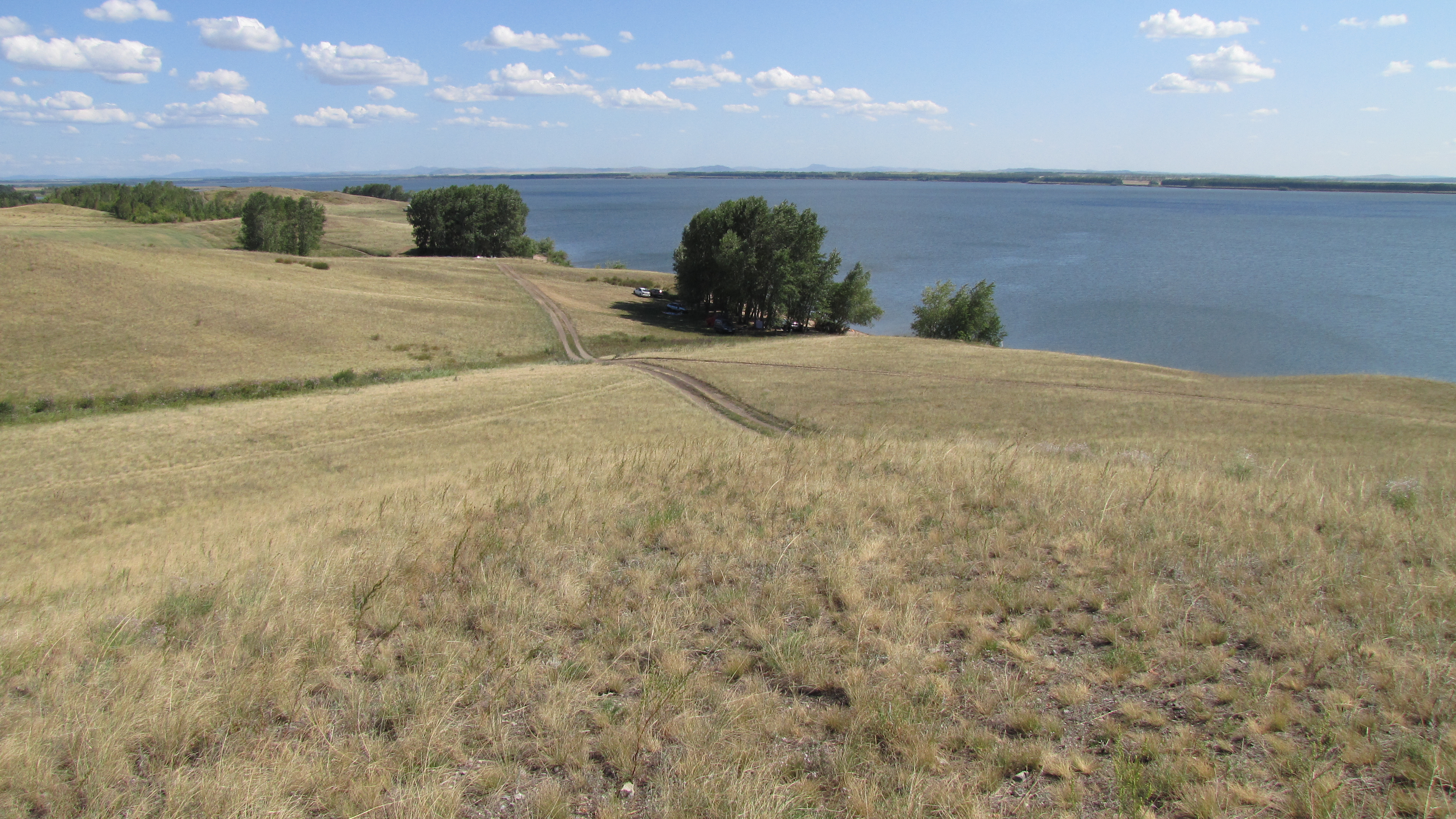
Вид на берег водохранилища.